# 애니 머멀로
애니 머멀로(Annie Mumolo, 1973년 7월 10일 ~ )는 미국의 배우이다.

## 출연 작품
- 디 아이디어 오브 유 (2024) - 트레이시 역
- 조이 라이드 (2023) - 메리 설리반 역
- 러브 스파이: 바브 앤 스타 (2021)
- 메건 리비 (2017)
- 배드 맘스 (2016)
- 더 보스 (2016)
- 조이 (2015)
- 애프터눈 딜라이트 (2013)
- 백투더 씨 (2012)
- 내 여자친구의 결혼식 (2011)
- 배드 마더스 핸드북 (2008)
- 아웃 오브 프랙티스 (2005)
- 그녀는 요술쟁이 (2005)